# Димитриос Пападопулос
Димитриос „Димитрис“ Пападопулос (грч. Δημήτρης Παπαδόπουλος; 20. октобар 1981) бивши је грчки фудбалер.

## Каријера
Играо је на позицији нападача. Пападопулос је одиграо 126 утакмица у Панатинакосу и постигао 58 голова. За Грчку је први пут играо 2002. године. Одиграо је најбољу сезону када су Грци били европски шампиони 2004. године и постигао 18 голова.

## Трофеји
- Европско првенство: 2004.